# Ladlad
Ladlad (en tagalo: salir del armario, literalmente, "Los Desplegados", del swardspeak pagladladlad ng kapa que significa desplegar la capa), anteriormente conocido como Ang Ladlad LGBT Party Inc. y a veces conocido coloquialmente como "el partido LGBT", es un partido político filipino de lesbianas, gais, bisexuales y transexuales (LGBT). Fue fundado el 1 de septiembre de 2003 por Danton Remoto.
El lema oficial del partido es "Bukas isip. Bukas puso" («Mente abierta. Corazón abierto»).

## Historia
Ladlad intentó registrarse por primera vez en la Comisión de Elecciones (COMELEC) en 2006, con la esperanza de aparecer en la papeleta en 2007, pero se le negó por supuestamente no tener suficientes miembros. La COMELEC negó además la petición de Ladlad de que se le permitiera presentarse a las elecciones de 2010, esta vez por motivos de "inmoralidad". Sin embargo, el 12 de enero de 2010, la Corte Suprema otorgó una orden de restricción temporal, lo que le permitió a Ladlad participar en las elecciones de 2010.
El 8 de abril de 2010, la Corte Suprema revocó la prohibición en el caso de Ang Ladlad v. COMELEC (G.R. No. 190582), permitiendo que Ladlad participara de las elecciones. El partido recibió 113 187 votos o 0,37% (excluyendo los votos de Lánao del Sur), por debajo del umbral del 2% y por tanto no pudo obtener un escaño en el Congreso.
En las elecciones de 2013, el partido tampoco logró alcanzar el mínimo del dos por ciento de los votos emitidos, lo que impidió que el partido se presentara a las elecciones de 2016. El partido no entró en la carrera de 2019, a pesar de estar calificado para presentar candidaturas.

## Programas y plataformas
Los objetivos de la organización se centran en los derechos humanos y la organización lucha por la igualdad de derechos entre todos los filipinos, sean LGBT o no.
Ladlad posee las siguientes plataformas:
1. Aprobar un proyecto de ley contra la discriminación que garantizaría a los filipinos LGBT igualdad de oportunidades y trato;
2. Financiar oportunidades de empleo y programas de bienestar para filipinos LGBT empobrecidos y discapacitados;
3. Creación de centros para jóvenes y personas mayores LGBT que necesiten protección.

El matrimonio entre personas del mismo sexo no forma parte de la plataforma del partido, aunque lo agregaría si se lograra la aprobación de su deseado proyecto de ley contra la discriminación.

## Popularidad
Se considera que la baja popularidad del partido se debe a las influyentes figuras católicas del país que se oponen a los objetivos de Ladlad y a su candidatura al Congreso. Sin embargo, las tendencias recientes han reducido el porcentaje de filipinos que siguen de cerca las enseñanzas católicas tradicionales, y las causas LGBT han ganado más visibilidad en el país, como puede verse por la gran afluencia de asistentes a los desfiles del orgullo, como la Marcha del Orgullo de Metro Manila, a la que asistieron más de 70 000 en 2019. Si bien más filipinos están saliendo del clóset, algunos académicos advierten que esta no es la mejor manera de medir la prevalencia de personas LGBT, ya que la cultura filipina puede considerar que salir del armario es "gratuito", "excesivo", y "norteamericano".